# پیر تارادلاس
پیر تارادلاس (انگلیسی: Pere Tarradellas؛ زادهٔ ۲۵ نوامبر ۱۹۷۹) بازیکن فوتبال اهل اسپانیا است.
از باشگاه‌هایی که در آن بازی کرده‌است می‌توان به باشگاه فوتبال پومفرادینا اشاره کرد.